# Кольцовка (Амурская область)
Кольцо́вка — село в Мазановском районе Амурской области России. Входит в состав Сапроновского сельсовета.

## География
Село Кольцовка стоит на правом берегу реки Бирма (левый приток Зеи), в 10 км выше административного центра Сапроновского сельсовета села Сапроново.
Расстояние до районного центра Мазановского района села Новокиевский Увал (через Сапроново, Христиновку и Юбилейное) — 44 км.
Напротив Кольцовки на левом берегу Бирмы стоят сёла Дмитриевка и Каничи.

## Население
| 2002 | 2010 | 2012 | 2013 | 2014 | 2015 | 2016 |
| ---- | ---- | ---- | ---- | ---- | ---- | ---- |
| 60   | ↘42  | ↘37  | →37  | ↗38  | ↗39  | →39  |
| 2017 | 2018 |      |      |      |      |      |
| →39  | ↘38  |      |      |      |      |      |

## Улицы
В селе имеется одна улица — Длинная.